# Le Roi de Lahore

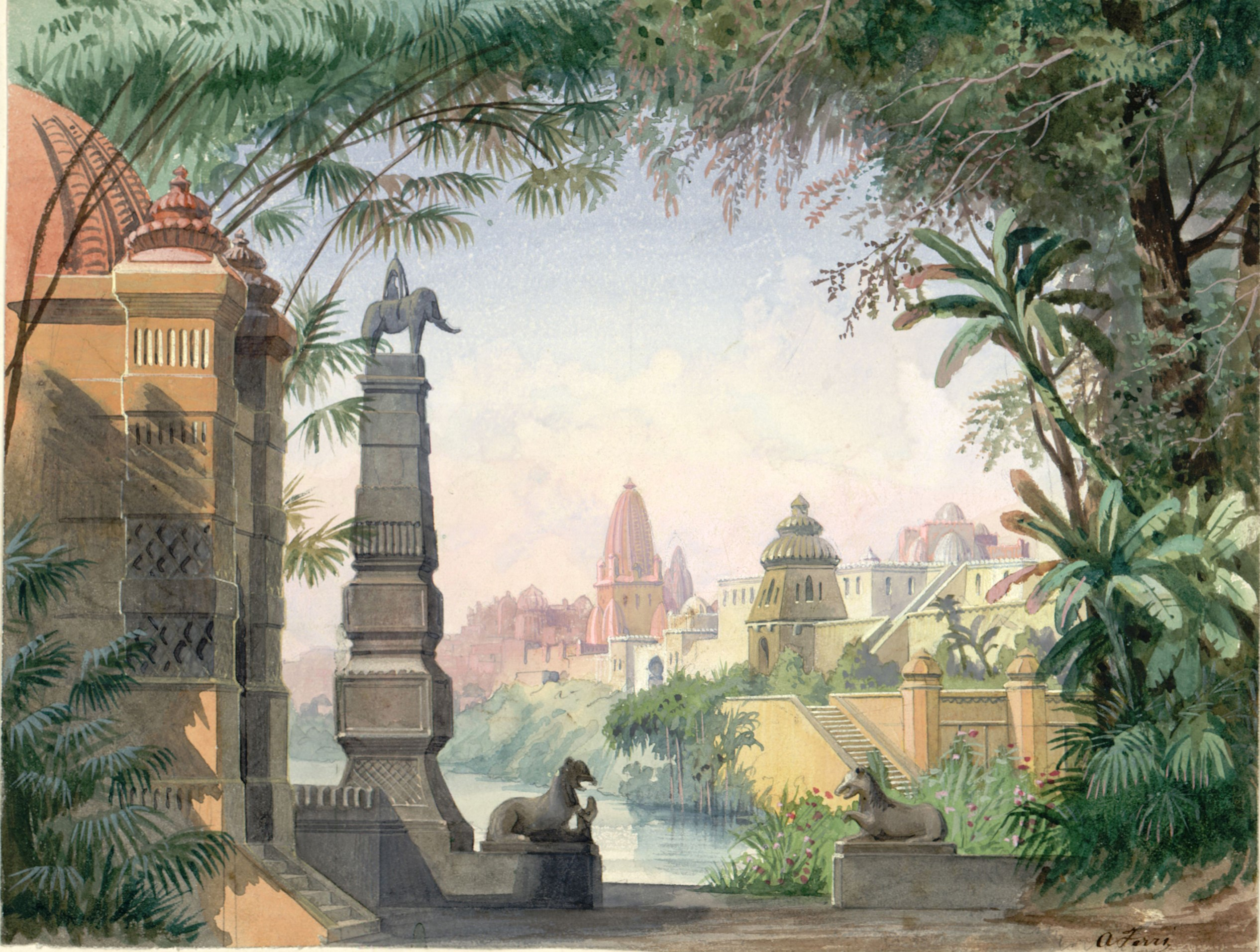
Davanti al tempio di Indra, a Lahore. In lontananza, su un’altura, giardini ed edifici della città. Ultime ore del giorno, bozzetto di Augusto Ferri per Il Re di Lahore (1878)

Le Roi de Lahore ("Il re di Lahore") è un'opera in cinque atti di Jules Massenet su libretto di Louis Gallet. La prima rappresentazione ebbe luogo all'Opéra di Parigi il 27 aprile 1877.

## Presentazione
Si tratta della terza opera rimastaci di Massenet, e fu il suo primo grande successo a Parigi.
Rappresentata in tutta Europa, diede all'autore un posto tra i maggiori compositori contemporanei.
Nel giro di un anno l'opera venne rappresentata, per esempio, a Torino, Roma, Bologna e Venezia. Fu rappresentata al Covent Garden di Londra nel 1879, e nel 1906 giunse a Monte Carlo.
Nel 1924, però, quando l'opera giunse anche al Teatro Metropolitan di New York, lo stile di opera romantica di Massenet, e in particolare Le roi di Lahore, erano passati di moda, tanto che in quel teatro ebbe solo sei rappresentazioni e da allora non fu più ripresa.
In anni più recenti, si contano una rappresentazione a Vancouver nel 1977, con Joan Sutherland sotto la direzione di Richard Bonynge, ripresa a San Francisco e anche registrata, e al Teatro La Fenice di Venezia nel 2005, diretta da Marcello Viotti e anch'essa commercializzata in CD e DVD.
Nel terzo atto, ambientato in un paradiso indiano, si può ascoltare un valzer suonato dal sassofono.

## Ruoli
| Ruolo                            | Registro vocale | Cast della prima, 27 aprile 1877 Parigi, Palais Garnier Direttore: Édouard Deldevez |
| -------------------------------- | --------------- | ----------------------------------------------------------------------------------- |
| Sitâ, sacerdotessa di Indra      | soprano         | Josephine de Reszke                                                                 |
| Kaled, servitore del re          | (mezzosoprano)  | Jeanne Fouquet                                                                      |
| Alim, re di Lahore               | tenore          | Marius Salomon                                                                      |
| Scindia, ministro di Alim        | baritono        | Jean Lassalle                                                                       |
| Timour, sommo sacerdote di Indra | basso           | Auguste Boudouresque                                                                |
| Indra, divinità indiana          | basso           | Georges-François Menu                                                               |

## Trama
L'azione si svolge in India, all'epoca dell'invasione musulmana, nell'undicesimo secolo.

### Atto I
Il popolo di Lahore è raccolto al tempio per chiedere protezione divina contro gli invasori, e viene incoraggiato dal sommo sacerdote Timour. Scindia, ministro del re Alim è innamorato di Sitâ, sua nipote, sacerdotessa del tempio. Scindia chiede a Timour di liberare Sitâ dal voto, e gli fa notare che da tempo incontra un giovane. Nel santuario di Indra, Scindia induce Sitâ ad ammettere il suo interesse per questo giovane straniero, ma ella rifiuta di dire chi sia; Scindia l'accusa di sacrilegio, e i sacerdoti vogliono che essa canti la preghiera serale per attirare in trappola il giovane. Una porta segreta si apre e appare un giovane: è il re Alim, che confessa il proprio amore e chiede la mano di Sitâ. Timour chiede al re di espiare le sue colpe guidando l'esercito contro i musulmani. Scindia progetta di organizzare un'imboscata per uccidere il re.

### Atto II
L'accampamento del re è sistemato nel deserto di Thol. Sitâ lo ha seguito e attende il suo ritorno dalla battaglia. I soldati, in rotta, rientrano sconfitti. Scindia cerca di convincerli a unirsi a lui per usurpare il trono. Ferito, Alim muore tra le braccia di Sitâ.

### Atto III
Nel paradiso di Indra, dove si odono canti e danze orientali, giunge l'anima di Alim, che ammette di sentire la mancanza di Sitâ. Indra ne sente pietà e decide di far tornare Alim in vita, come la più umile delle creature, finché Sitâ vivrà.

### Atto IV
Alim si risveglia nuovamente in Lahore all'ingresso del palazzo reale, dove la folla si sta raccogliendo per l'incoronazione di Scindia. Scindia entra, cercando di persuadere Sitâ a sposarlo, ma una visione vendicativa lo blocca. Alim appare agli astanti come un povero pazzo, ma Timour sostiene che si tratta di un visionario ispirato dalla divinità.

### Atto V
Sitâ, costretta a sposarsi a forza con Scindia, ha cercato rifugio nel santuario di Indra. Alim viene ammesso nel santuario da Timour e i due amanti si incontrano nuovamente. Giunge Scindia e li minaccia entrambi. Sitâ si infligge una pugnalata e all'improvviso Alim torna ad essere uno spirito. Scindia vede i suoi piani sventati, mentre Sitâ e Alim sono riuniti nella felicità celeste.